# The Equalizer 3
The Equalizer 3 er en amerikansk film fra 2023 af Antoine Fuqua.

## Medvirkende
- Denzel Washington som Robert McCall
- Dakota Fanning som Emma Collins
- Eugenio Mastrandrea som Gio Bonucci
- David Denman som Frank Conroy
- Sonia Ben Ammar som Chiara Bonucci
- Remo Girone som Enzo Arisio
- Gaia Scodellaro som Aminah